# 药鼠李

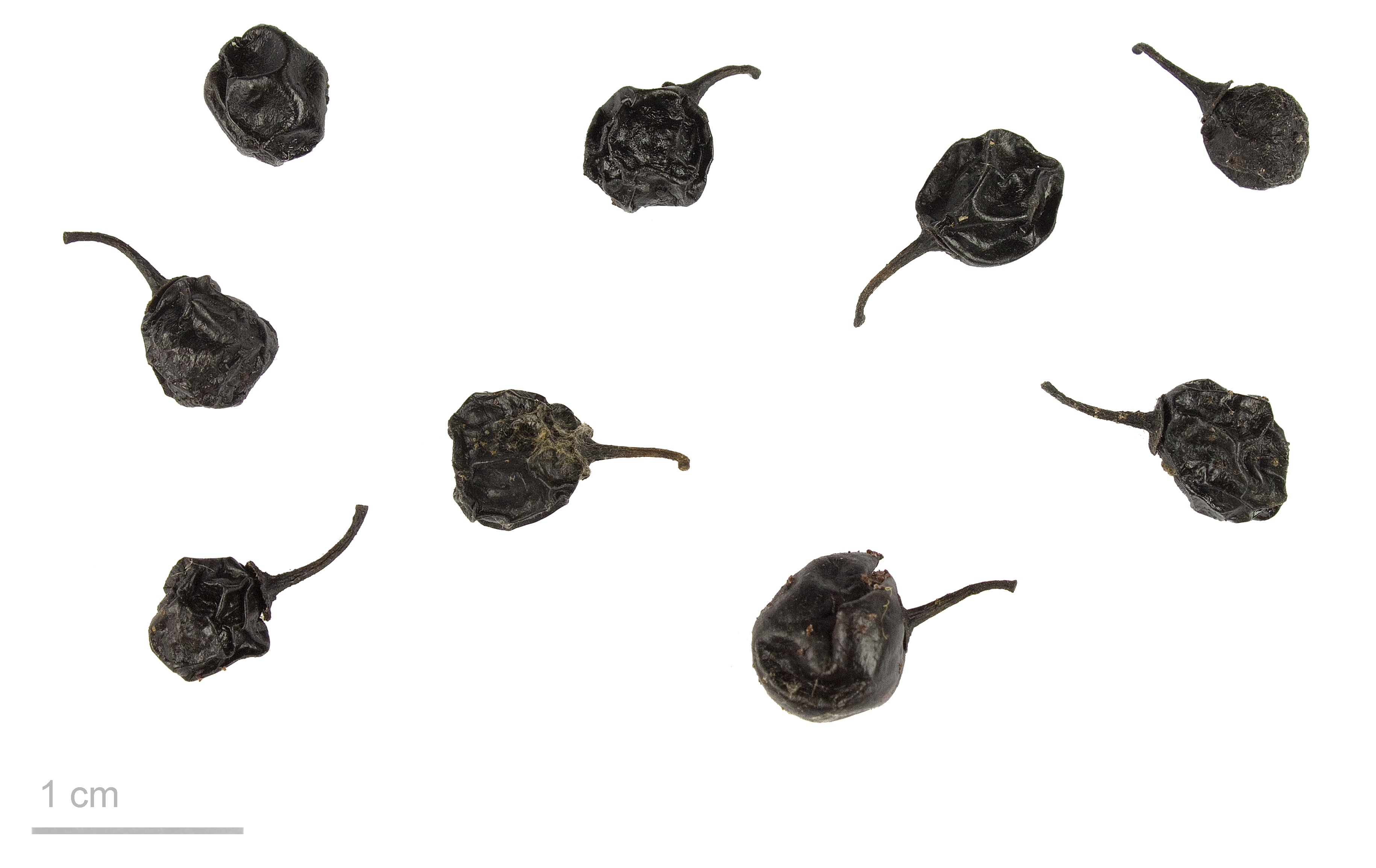
Rhamnus cathartica

药鼠李（学名：Rhamnus cathartica）为鼠李科鼠李属下的一个种。

## 用途
可當作一種結腸的清潔劑及通便劑，對結腸障礙、便祕以及寄生蟲感染很有效。當成茶來服用時，味道非常苦。

## 扩展阅读
- 維基物種上的相關：药鼠李